# Лейсен, Федде
Фе́дде Ле́йсен (нидерл. Fedde Leysen; род. 9 июля 2003) — бельгийский футболист, защитник клуба «Юнион».

## Клубная карьера
Лейсен — воспитанник клуба «Ауд-Хеверле Лёвен». В 2019 году игрок подписал контракт с нидерландским ПСВ. 6 ноября 2020 года в матче против «Ден Босха» он дебютировал в Эрстедивизив составе дублёров. Летом 2023 года Лейсен вернулся на родину, подписав контракт с на 3 года «Юнионом». 16 сентября в матче против «Генка» он дебютировал в Жюпиле лиге.

## Достижения
«Юнион»
- Чемпион Бельгии: 2024/25
- Обладатель Кубка Бельгии: 2023/24
- Обладатель Суперкубка Бельгии: 2024